# 竦斯
竦(sǒng)斯，是中国传说的异鸟，样子像雌雉鸡但是人脸,見到人就会跳躍。叫声是自己的名字，记载于《山海经·山经·北次一经》一说《論語》中的“色斯”正是《山海經》中的“竦斯” ,理由如下:一、“色”、“竦”二字聲母相同, 4 “色斯”、“竦斯”乃一聲之轉。二、“色斯”、“竦斯”都是鳥類,而且形狀都似“雌雉”。竦斯、当扈都是雉属之鸟。

## 记载
《北山经》:灌题之山,有鸟焉,其状如雌雉而人面,见人则跃,名曰竦斯,其鸣自呼也。
《骈雅》云: 「竦斯当扈皆雉属也。」

## 参看
- 中国妖怪列表